# Abesinska gizotija
Abesinska gizotija (znanstveno ime Guizotia abyssinica) je enoletnica, ki se v njeni domovini prideluje zaradi užitnih semen in olja, v Evropi pa se v zadnjih letih seje kot medoviti dosevek za zeleno gnojenje na njivah, v sklopu kolobarjenja. 

## Opis
Rastlina izvira iz Eritreje in Etiopskega višavja, od koder se je razširila tudi v druge dele Etiopije in v Malavi.  
Za pridobivanje olja in semena rastlina potrebuje med 1000 in 1250 mm padavin letno. Običajno se rastlina seje v globoko, s humusom bogato zemljo, vendar pa prenese tudi s hranili revnejšo podlago. Ustrezajo ji tako polsenčne kot sončne lege. Povprečen donos je od 300 do 400 kg semena/ha ob dobrih pogojih celo do  600 kg/ha, soliden pridelek pa je mogoč tudi ob slabih pogojih.
Abesinsko gizotijo so, za pridobivanje olja in hrane za ptice, začeli množičneje pridelovati tudi v Indiji, kjer seme uporabljajo v kulinariki za pripravo suhega čatnija. Tega jedo kot prilogo k različnim vrstam kruha, na primer čapati. Poleg tega seme uporabljajo kot začimbo za različne vrste karija. Semena po obliki spominjajo na seme sončnic, le da so nekoliko manjša in povsem črne barve. Jedro semena je obdano z debelo zaščitno lupino, kar omogoča hranjenje semena do enega leta brez izgube hranilne vrednosti. 
Olje je užitno, vendar se najpogosteje uporablja v kozmetični industriji, predvsem za izdelavo mila. Olje se uporablja tudi za izdelavo različnih barv in emulzij.

## Lastnosti semena in olja
Sestava in prehrambena vrednost semena
| Sestavina       | Odstotek vsebnosti |
| --------------- | ------------------ |
| Olja            | 30 %–40 %          |
| Beljakovine     | 10 %–25 %          |
| Topni sladkorji | 12 %–18 %          |
| Vlaknine        | 10 %–20 %          |
| Vlaga           | 10 %–11 %          |

Maščobne kisline v olju
| Maščobna kislina            | Odstotek vsebnosti |
| --------------------------- | ------------------ |
| Miristinska kislina (C14:0) | 1,7 %–3,4 %        |
| Palmitinska kislina (C16:0) | 5,8 %–13,0 %       |
| Stearinska kislina (C18:0)  | 5,0 %–7,5 %        |
| Oleinska kislina (C18:1)    | 13,4 %–39,3 %      |
| Linolenska kislina (C18:2)  | 45,5 %–65,8 %      |